# Масоала
Масоала (Masoala) је национални парк на североисточној обали Мадагаскара. Прашуме се пружају од нивоа мора до 1300 м надморске висине. Преко 50% биљних и животињских врста Мадагаскара, живи на овом простору. Међу њима су ретки смеђорепи мунгос и црвени лемур. У околном мору живе делфини, китови, морске корњаче и дугонг.

## Извор
- https://web.archive.org/web/20120612164717/http://www.parcs-madagascar.com/madagascar-national-parks_en.php?Navigation=25